# هيلين روز
هيلين روز (بالإنجليزية: Helen Rose)‏ هي مصممة أزياء تقليدية أمريكية، ولدت في 2 فبراير 1904 في شيكاغو في الولايات المتحدة، وتوفيت في 9 نوفمبر 1985 في بالم سبرينغس في الولايات المتحدة.

## وصلات خارجية
- هيلين روز على موقع IMDb (الإنجليزية)
- هيلين روز على موقع قاعدة بيانات الفيلم (الإنجليزية)